# 木村文俊
木村 文俊（きむら　ふみとし、1908年 - 1984年）は、日本の駒師。第十四世名人木村義雄の実弟。

## 概略
- 東京・本所生まれ。
- 名人の口利きで、 豊島龍山に弟子入りするが、修行に耐え切れず、年季の明けないうちに飛び出して独立する。墨田区押上で盤駒商を営む。
- 書体は龍山の流れを汲みながら、木村独特の書体を得意とした（木村名人書など）。
- 名人の後ろ盾を得て、大きく商売をし、一世を風靡した、他の追随を許さないほど羽振りが良かった。
- 漆の剥離がたまに見られる、製法に問題があったものと考えられる。
- 「ネクタイを締めているようなやつには売らねえよ」と、生粋の江戸っ子で口は悪いが職人気質の良心的な人柄が偲ばれた。
- 大正から昭和にかけて東京を拠点に活動した代表的な駒師の一人である[1][2]。